# 니카라과 문학
다음은 니카라과 문학에 대한 설명이다.

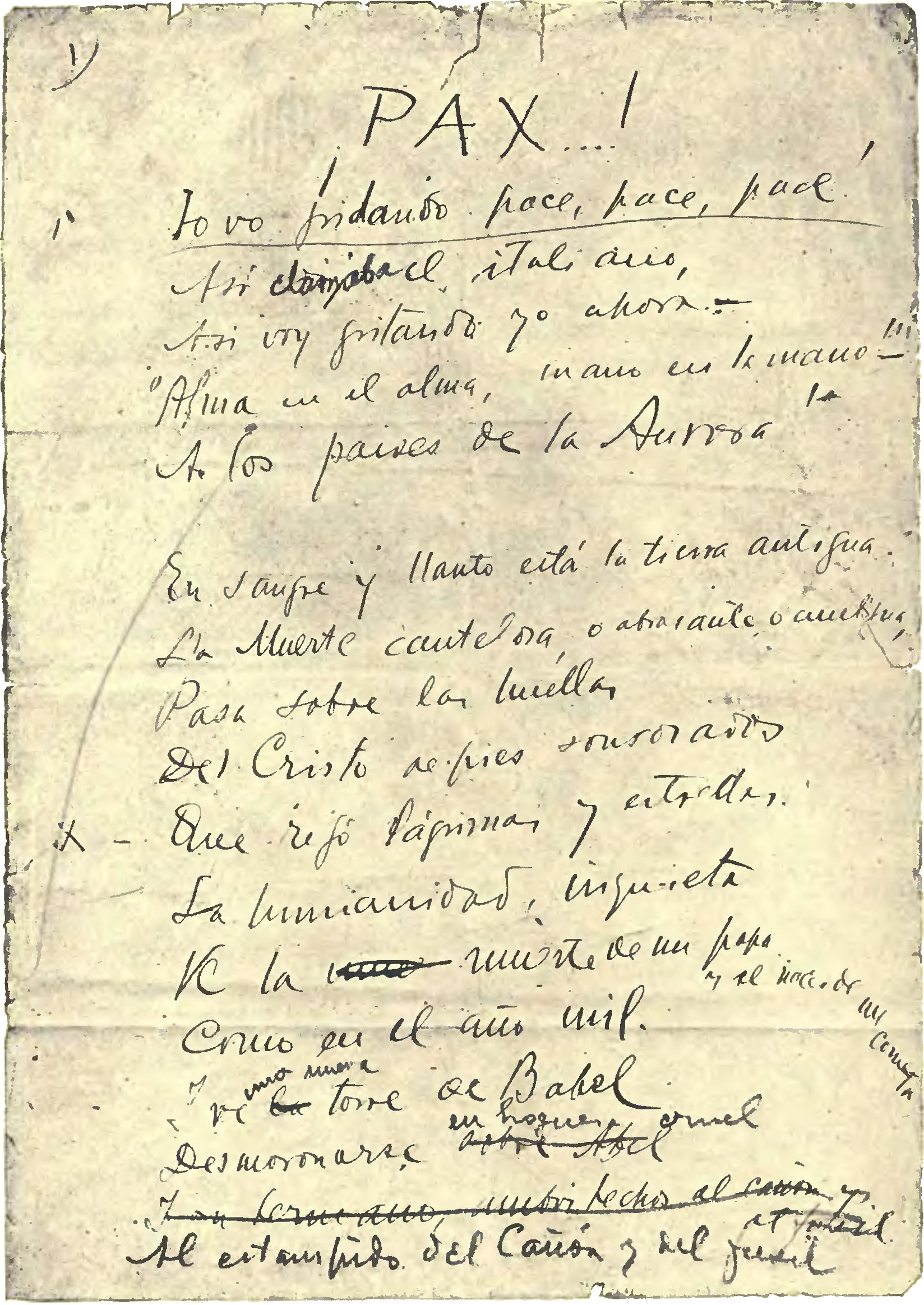

19세기 후반까지 적막(寂寞)하였던 이 나라의 문학도 불세출의 시인 루벤 다리오(후에리쿠스루벤 가르시아 사르먼트. 1867-1916)가 출현하여 일약 각광을 받았다. 소년시절부터 천재시인으로서의 면모를 보이던 그는, 당시 유럽 시(詩)의 새로운 경향이었던 고답파(高踏派)나 상징주의와 잘 동화(同化)되어 크게 도약(跳躍)하여 갔다. 그의 저작 <청(靑)> <속된 속창(續唱)>을 통하여 감상적인 낭만파 시의 테두리를 뛰어넘어 예술주의를 지향하는 문학운동인 소위 ‘근대파’ 시인의 제1인자가 되었고, 다시 더 나아가서는 한층 내면적 경향을 심화시킨 걸작 <생명과 희망의 노래>를 발표하였다. 참으로 유례가 드문 시적 감각, 그 시가 풍기는 리듬과 조화, 주제 선택의 묘(妙) 등으로 해서 현대 서정시의 최고 시인이라 불러도 손색이 없는 다리오는, 라틴 아메리카뿐만 아니라 당시 에스파냐에서 일어난 신문학 세대(新文學世代) ‘1898년대(代)’에 이르기까지 그 영향을 끼쳤다.

## 같이 보기
- 라틴아메리카 문학